# Concord (Illinois)
Concord è un villaggio degli Stati Uniti d'America, situato nello Stato dell'Illinois, nella contea di Morgan.